# Twin Creeks
Twin Creeks es un lugar designado por el censo ubicado en el condado de Missoula en el estado estadounidense de Montana. En el Censo de 2020 tenía una población de 164 habitantes y una densidad poblacional de 56,55 habitantes por km². Fue incluido como CDP en el censo de 2020. 

## Geografía
Twin Creeks se encuentra ubicado en las coordenadas 46°54′25″N 113°44′25″O / 46.90694, -113.74028.Según la Oficina del Censo de los Estados Unidos, tiene una superficie total de 2,90 km², todos correspondientes a tierra firme.